# Duc Decazes (rose)
‘Duc Decazes’ (ou ‘Duc de Cazes’) est un cultivar de rosier hybride remontant obtenu en 1861 par le rosiériste français Jean Touvais,. Cette rose ancienne est toujours cultivée aujourd'hui notamment en Australie et aux États-Unis, ainsi que dans les pépinières pour amateurs de roses anciennes. Elle doit son nom au duc Decazes (1780-1860), homme politique mort quelques mois plus tôt.

## Description
Il s'agit d'un rosier présentant des fleurs très doubles (26-40 pétales) rose foncé, tirant sur le pourpre violacé, de taille moyenne et de forme bien globuleuse. Sa floraison est remontante. Il est issu d'un semis de l'hybride remontant ‘Général Jacqueminot’ (1853 Roussel).
Sa zone de rusticité est de 6b à 9b ; il supporte donc bien les froids hivernaux à -15°. Il est toujours apprécié pour sa couleur délicate et originale, sa forme bien ronde et son parfum très prononcé. On peut notamment l'admirer à l'Europa-Rosarium de Sangerhausen.
Cette rose ne doit pas être confondue avec le cultivar de pivoines nommé ‘Duc de Cazes’ (Guérin 1850).

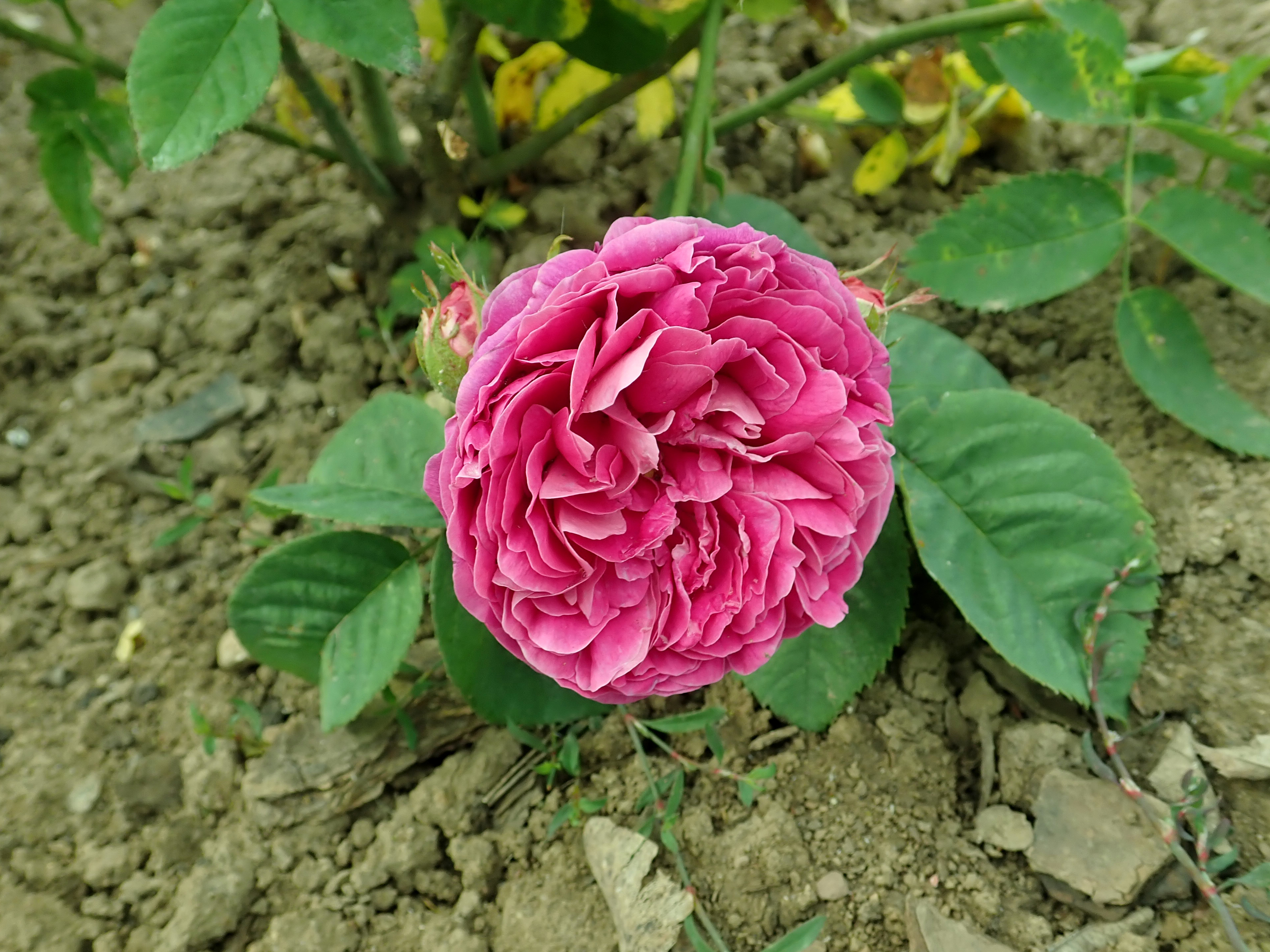
Fleur début juin.
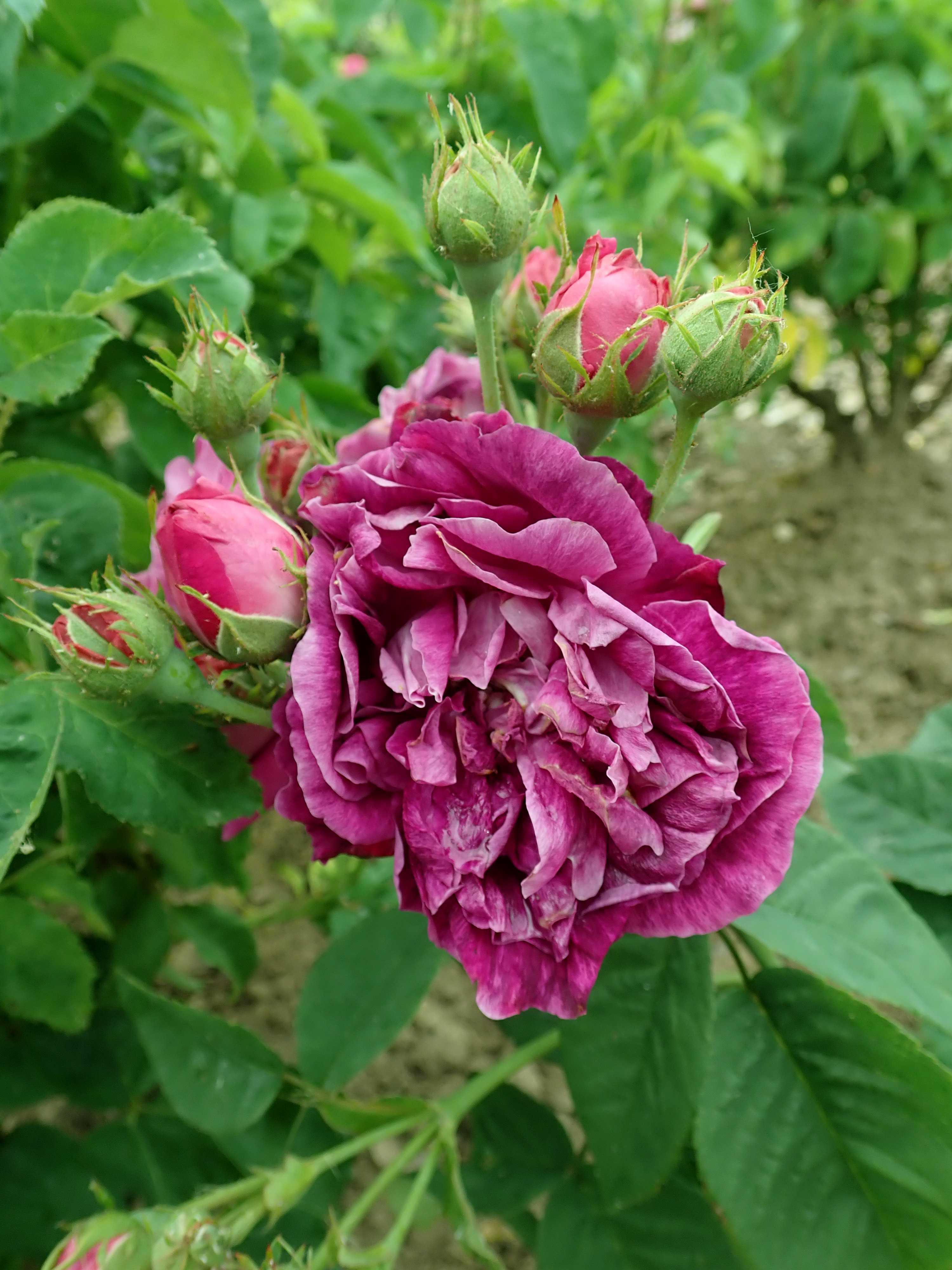
Fleur épanouie.

## Descendance
Un semis de cette variété a notamment donné naissance à l'hybride remontant aux fleurs de couleur rouge foncé, ‘Princesse de Béarn’ (Lévêque fils, 1885).

## Obtenteur
On doit à Jean Touvais, pépiniériste à Petit-Montrouge, des cultivars de rosiers comme ‘Céline Touvais’ (1853 hybride remontant), ‘Bicolore Incomparable’ (1861 hybride remontant), ‘Mme Julia Daran’ (1861 hybride remontant), 'Mademoiselle Joséphine Guyet' (1863 rosier Bourbon), 'Alba Carnea' (1867 hybride remontant), ‘Albert Payé’ (1873 hybride remontant) ou encore ‘La Syrène’ (1874 hybride remontant) et ‘Lutea Flora’ (1874 rosier thé).